# DJ Seinfeld
DJ Seinfeld, född Armand Jakobsson 4 november 1991 i Malmö, är en svensk elektronmusiker, musikproducent och DJ.
Armand började göra musik i Edinburgh på ett förslag från en vän. Han började experimentera med att utforska musikens möjligheter på sin laptop. När han efter sina studier återvände till Malmö, skulle hans intresse för att göra musik intensifieras tack vare uppmuntran från hans gamla skolkamrater.
En flytt till Barcelona och slutet på ett förhållande, resulterade i förlängda sessioner och mycket tittande på den klassiska amerikanska situationskomedin Seinfeld. Han startade till en början DJ Seinfeld som ett tillfälligt sidoprojekt, men används från 2016 då första skivan släpptes. 
I sin musik använder han ljud från filmer eller serier, lån från acid house och deep house, samt distorsionseffekter. 
Han använder även artistnamnen Birds Of Sweden och Rimbaudian.  

## Diskografi
- Season 1 EP (EP, 2016)
- Sunrise (EP, 2017)
- Time Spent Away From U (album, 2017) [6]
- DJ-Kicks: DJ Seinfeld (compilation DJ-Kicks, 2018)
- Parallax (EP, 2019)